# Хираки, Кокона
Кокона Хираки (яп. 開 心那 / ひらき ここな ; 26 августа 2008) — японская скейтбордистка. Серебряный призёр летних Олимпийских игр 2020 в женских соревнованиях по скейтбордингу в дисциплине «парк», самый молодой японский спортсмен за всю историю летних Олимпийских игр.
Хираки принимала участие в нескольких чемпионатах мира по скейтбордингу в дисциплине «парк», была седьмой в 2018 и одиннадцатой в 2019 годах. Она также участвовала во всемирных экстремальных играх, была второй на соревнованиях 2019 года в Бойсе.